# Brigitte Kuster
Pour les articles homonymes, voir Kuster.
Brigitte Kuster, née Thomas le 12 avril 1959 à Saint-Cloud (France), est une femme politique française, membre de l'UMP, puis des Républicains.
Conseillère régionale depuis 2006, conseillère de Paris depuis 2001 et maire du 17e arrondissement de Paris entre 2008 et 2017, elle est porte-parole des Républicains entre 2016 et 2017. De 2017 à 2022, elle est députée de Paris.

## Biographie

### Jeunesse
Brigitte Kuster naît le 12 avril 1959 à Saint-Cloud (Hauts-de-Seine).

### Carrière professionnelle
Étudiante en journalisme, Brigitte Kuster commence sa carrière professionnelle comme journaliste à Europe 1.
En 1979, elle entre au ministère de l'Environnement comme rédactrice et responsable des publications. Elle est successivement, jusqu'en 1986, chargée de mission au service de presse, puis chargée d'information de la délégation à la Qualité de la vie.
De 1986 à 1988, elle est assistante parlementaire de Gérard Kuster, député du Doubs, avec qui elle est mariée (ils se rencontrent en 1979 et se marient en 1981). Elle retourne au service communication du ministère de l’Environnement après la défaite de son mari à Montbéliard lors des élections législatives de juin 1988.
De 1993 à 1995, elle dirige le service de presse de Michel Barnier, ministre de l'Environnement dans le gouvernement d'Édouard Balladur, après avoir travaillé durant un an dans une agence de communication.
En 1995, elle devient conseillère technique chargée de la communication de Françoise de Panafieu, ministre du Tourisme dans le gouvernement d'Alain Juppé. Elle suit ensuite Françoise de Panafieu à la mairie de Paris où, jusqu'en 2000, elle est chargée de mission au sein du cabinet de l'adjointe au maire de Paris chargée des parcs et jardins.
En octobre 2000, Michèle Alliot-Marie la nomme directrice adjointe de la communication du RPR.

### Carrière politique
Son premier engagement politique date de ses 15 ans, où elle milite au sein des Jeunes giscardiens.
En mars 2001, elle entre au Conseil de Paris en tant qu'élue du 17e arrondissement. Elle est à deux reprises la suppléante de Patrick Stefanini, candidat dans la dix-septième circonscription de Paris lors des élections législatives 2002 et lors de l'élection partielle de 2003 face à Annick Lepetit.
En 2004, elle est candidate à Paris lors des élections régionales sur la liste UMP menée par Jean-François Copé et entre au Conseil régional en septembre 2006 à la suite de la démission de Dominique Versini.
Membre du Conseil national de l'UMP, elle devient la directrice de campagne de Françoise de Panafieu, d'abord lors des primaires internes à l'UMP pour désigner le candidat à l'élection municipale de 2008, puis lors de la campagne municipale à partir du 3 septembre 2007.
Lors des élections législatives de juin 2007, elle est la candidate UMP dans la 17e circonscription de Paris. Bien qu'arrivée en tête lors du premier tour avec 36,48 % des suffrages exprimés contre 33,11 % à Annick Lepetit, députée socialiste sortant, Kuster est battue lors du second tour. Lors des élections législatives de juin 2012, elle se présente en tant que candidate dissidente face à Bernard Debré, candidat officiel de l'UMP, dans la 4e circonscription de Paris. Elle emporte 23 % des voix au premier tour, contre 41 % à Bernard Debré ; qualifiée pour le second tour, elle retire néanmoins sa candidature le lendemain des résultats en se ralliant à son concurrent,.
Elle soutient Jean-François Copé lors du congrès de l'Union pour un mouvement populaire de 2012. Celui-ci la nomme ensuite secrétaire nationale de l'UMP chargée des transports. Elle devient également membre de la commission nationale d'investiture (CNI).

#### Maire d'arrondissement
Kuster devient maire du 17e arrondissement de Paris en mars 2008 après le renoncement de Françoise de Panafieu, pourtant tête de liste aux élections municipales qui ont lieu la même année mais auxquelles elle échoue, malgré sa victoire dans son arrondissement.
Elle se prononce en faveur de l'installation du tribunal de grande instance aux Batignolles plutôt que dans le 13e arrondissement. Elle obtient[source insuffisante], le 29 mars 2009, du président de la République l'installation de la Cité judiciaire qui réunit le TGI et la direction régionale de la police judiciaire.
Kuster se prononce en faveur du prolongement de la ligne 14 vers la mairie de Saint-Ouen passe, non seulement par la Porte de Clichy, mais également par un arrêt supplémentaire à Pont-Cardinet[réf. nécessaire]. Cet arrêt est désormais inscrit sur le tracé du Grand Paris Express. Ses adversaires politiques l'accusent de tenter d'usurper la victoire sur ce dossier[source insuffisante].
Elle milite également en faveur de la requalification de l'avenue de la Grande-Armée (elle s'associe à l'Axe majeur, projet défendu par Jean-Christophe Fromantin, maire de Neuilly-sur-Seine) et de la couverture du périphérique aux portes des Ternes, de Villiers et de Champerret (elle obtient du préfet et des ministres concernés la garantie de l'engagement financier de l'État mais se heurte au refus du maire de Paris de lancer la consultation publique).[réf. nécessaire]
Elle se présente aux élections législatives de 2012 dans la même circonscription que le député UMP sortant Bernard Debré ; pour cela, elle se met en congé de l'UMP afin de sa candidature ne soit pas assimilée à une « dissidence ».
Elle est la tête de liste UMP-UDI-MoDem dans le 17e arrondissement pour les élections municipales de 2014 à Paris qu'elle remporte dès le premier tour avec 53,53 % des voix,.
Elle figure en deuxième place de la liste parisienne Les Républicains-UDI-MoDem conduite par Pierre-Yves Bournazel, dont la cheffe de file régionale est Valérie Pécresse, lors de l'élection régionale de 2015 en Île-de-France. Elle est réélue conseillère régionale[réf. souhaitée].
Le 6 janvier 2016, elle est nommée porte-parole des Républicains, en même temps que Guillaume Peltier, Valérie Debord et Guillaume Larrivé. Elle occupe ce poste jusqu'en décembre 2017[réf. souhaitée].
Elle soutient Nicolas Sarkozy pour la primaire présidentielle des Républicains de 2016. Dans le cadre de sa campagne, elle est nommée oratrice nationale chargée du Grand Paris[réf. souhaitée].
Dans l'entre-deux-tours de l'élection présidentielle de 2017 qui oppose Marine Le Pen à Emmanuel Macron, elle annonce qu'elle votera pour le candidat En marche !.

#### Députée de Paris
En juin 2017, elle est candidate Les Républicains-UDI dans la quatrième circonscription de Paris pour les élections législatives de 2017. En ballottage défavorable à l'issue du premier tour face à la candidate de La République en marche Ilana Cicurel (36,4 % contre 46%), elle parvient à renverser la tendance au second tour et est élue députée le 18 juin 2017 avec 51,5 % des suffrages exprimés.
À l'Assemblée nationale, elle siège au sein du groupe Les Républicains, dont elle est la vice-présidente.
Le 19 novembre 2021, elle annonce qu'elle se porte candidate au renouvellement de son mandat de députée dans la 4e circonscription de Paris. Elle reçoit l'investiture de sa famille politique, Les Républicains.
Elle soutient Michel Barnier au congrès des Républicains de 2021 en vue de l'élection présidentielle de 2022. Elle intègre son équipe de campagne comme conseillère politique,.
Nicolas Sarkozy, dont Brigitte Kuster est une amie de longue date, rencontre Astrid Panosyan-Bouvet (LREM) dans l'entre-deux-tours des élections législatives de 2022. La députée LR se déclare « estomaquée face à une telle trahison » alors qu'elle arrive, au premier tour, en deuxième position avec 28,91 % des voix contre 41,03 % pour sa rivale. Elle est battue assez nettement au second tour des élections législatives par Astrid Panosyan-Bouvet, cette dernière obtenant 55,46 % des voix.

## Publications
- Brigitte Kuster, Madame le ou la maire ? Appelez-moi Brigitte !, éditions du Panthéon, février 2014, 130 p.

## Décorations
- Chevalier de la Légion d'honneur (2008)